# Karel Doorman
Karel Willem Frederik Marie Doorman (Utreque, 23 de abril de 1889 – Mar de Java, 28 de fevereiro de 1942) foi um contra-almirante da Marinha Real Neerlandesa, que combateu e morreu durante a Segunda Guerra Mundial.
Originariamente um aviador naval da Marinha Real, Doorman subiu rapidamente na força e tornou-se contra-almirante em 1940. Em 1942, assumiu o comando da frota combinada dos Aliados nas Índias Orientais Neerlandesas (ABDA) que consistia numa frota de cruzadores e contratorpedeiros, durante a resistência dos aliados à expansão do Japão pelo sudeste da Ásia e do Pacífico nos primeiros meses da Guerra do Pacífico.
Karel Doorman morreu em combate a bordo do cruzador Hr.Ms. De Ruyter, capitânia de sua armada, durante a Batalha do Mar de Java em fevereiro de 1942, quando a belonave foi afundada por torpedos inimigos. O almirante voluntariamente permaneceu a bordo do navio enquanto ele afundava, ao lado daqueles mutilados e feridos que não o podiam abandonar, cumprindo a tradição de ser o último a deixar o barco.
Diversos navios da marinha real holandesa foram batizados com seu nome.